# Верхньообський басейновий округ

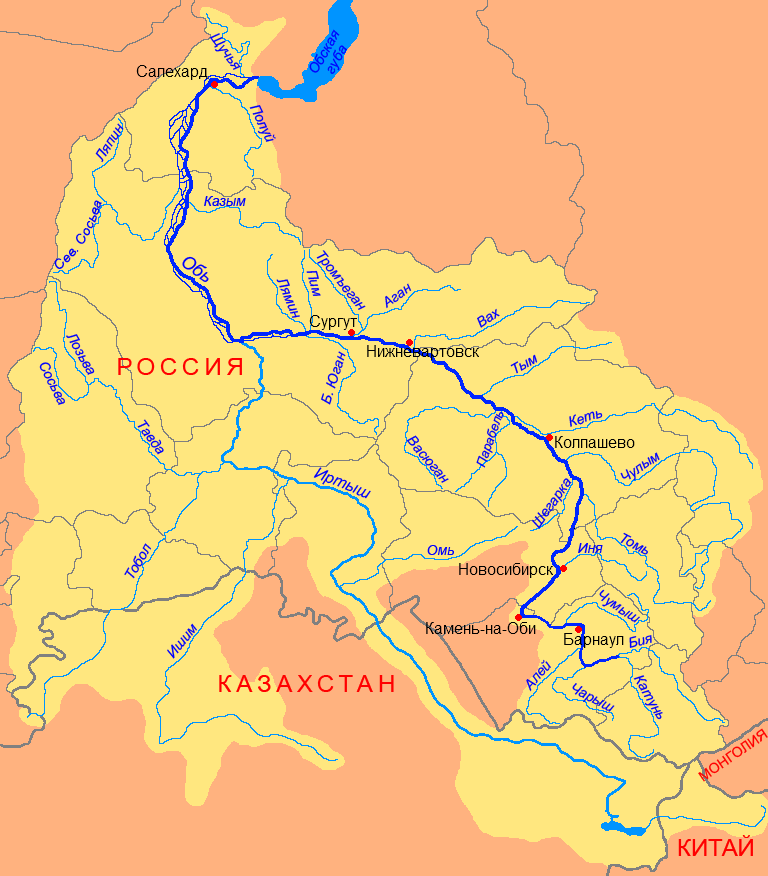
Басейн річки Об

Верхньообський басейновий округ — один з 20 басейнових округів Росії (згідно зі ст.28 Водного Кодексу).
З'явився у 2006 році з метою виділення особливої галузі використання і охорони водних об'єктів басейну Обі і пов'язаних з ним підземних водних об'єктів.
Підрозділи Верхньообського басейнового округу виділяються цифровим кодом 13.
Підрозділяється на:
- 13 .01 — (Верхня) Об до впадіння Іртиша
  - 13.01.01 — Бія і Катунь[1]
    - 13.01.01.001 — Басейн оз. Телецьке
    - 13.01.01.002 — Бія
    - 13.01.01.003 — Катунь
    - 13.01.01.200 — безстічна територія між басейнами річок Об, Єнісей і кордоном РФ з Монголією

- - 13.01.02 — Об до впадіння Чулимі (без Тому)[2]

- -     - 13.01.02.001 — Верхів'я р. Алей до Гільовського г/в
    - 13.01.02.002 — Алей від Гільовського г/в до гирла
    - 13.01.02.003 — Об від злиття рр.. Бія і Катунь до м. Барнаул без р. Алей
    - 13.01.02.004 — Чумиш
    - 13.01.02.005 — Об від м. Барнаул до Новосибірського г/в без р. Чумиш
    - 13.01.02.006 — Іня
    - 13.01.02.007 — Об від Новосибірського г/в до впадіння р. Чулим без: рр. Іня і Том

- - 13.01.03 — Том[3]

- -     - 13.01.03.001 — Кондома
    - 13.01.03.002 — Том від витоку до м. Новокузнецьк без р. Кондома
    - 13.01.03.003 — Том від м. Новокузнецьк до м. Кемерово
    - 13.01.03.004 — Том від м. Кемерово до гирла

- - 13.01.04 — Чулим[4]

- -     - 13.01.04.001 — Чулим від витоку до м. Ачинськ
    - 13.01.04.002 — Чулим від м. Ачинськ до в / п с. Зирянське
    - 13.01.04.003 — Чулим від в/п с. Зирянське до гирла

- - 13.01.05 — Об на ділянці від Чулимі до Кеті[5]

- -     - 13.01.05.001 — Об від впадання р. Чулим до впадання р. Кеть

- - 13.01.06 — Кеть[6]

- -     - 13.01.06.001 — Кеть

- - 13.01.07 — Об на ділянці від Кеті до Васюган[7]

- -     - 13.01.07.001 — Об від впадання р. Кеть до впадання р. Васюган

- - 13.01.08 — Васюган[8]

- -     - 13.01.08.001 — Васюган

- - 13.01.09 — Об на ділянці від Васюган до Ваха[9]

- -     - 13.01.09.001 — Об від впадання р.. Васюган до впадіння р.. Вах

- - 13.01.10 — Вах[10]

- -     - 13.01.10.001 — Вах

- - 13.01.11 — Об нижче Ваха до впадіння Іртиша[11]

- -     - 13.01.11.001 — Об від впадіння р.. Вах до м. Нефтеюганськ
    - 13.01.11.002 — Об від м. Нефтеюганськ до впадіння р.. Іртиш

- 13 .02 — Безстічних областей межиріччя Обі й Іртиша
  - 13.02.00 — безстічних областей межиріччя Обі й Іртиша[12]
    - 13.02.00.001 — Басейн оз. Кучукского
    - 13.02.00.002 — Басейн оз. Кулундинской
    - 13.02.00.003 — Водні об'єкти південніше басейну р.. Бурла без басейнів озер Кучукского і Кулундинской
    - 13.02.00.004 — Басейн оз. Тополине і р. Бурла
    - 13.02.00.005 — Басейн оз. Чани і водні об'єкти до кордону з басейном р. Іртиш
    - 13.02.00.006 — Водні об'єкти між басейнами оз. Чани й р. Ом